# II پگاسوس
II پگاسوس یک ستاره است که در صورت فلکی پگاسوس قرار دارد.